# Panteleimónovka
Panteleimónovka (en rus: Пантелеймоновка) és un poble del krai de Primórie, a l'Extrem Orient de Rússia, que en el cens del 2010 tenia 1.086 habitants.